# Elatostema fugongense
Elatostema fugongense är en nässelväxtart som beskrevs av Wen Tsai Wang. Elatostema fugongense ingår i släktet Elatostema och familjen nässelväxter. Inga underarter finns listade i Catalogue of Life.